# Giovanni Coppa

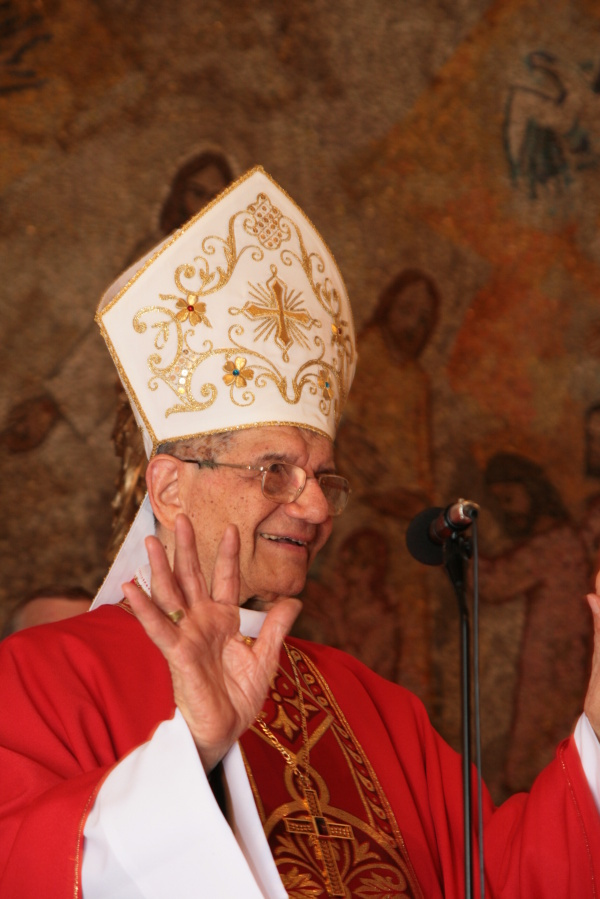
Giovanni Kardinal Coppa (2008)

Wappen von Giovanni Kardinal Coppa

Giovanni Kardinal Coppa (* 9. November 1925 in Alba, Provinz Cuneo, Italien; † 16. Mai 2016 in Rom) war ein italienischer Geistlicher, Kardinal der römisch-katholischen Kirche und Diplomat des Heiligen Stuhls.

## Leben
Giovanni Coppa empfing nach dem Besuch des Diözesan-Priesterseminars am 2. Januar 1949 das Sakrament der Priesterweihe. Nach seinem Abschluss an der Università Cattolica del Sacro Cuore in Mailand wurde er für die Apostolische Kanzlei und das Staatssekretariat tätig. Während des Zweiten Vatikanischen Konzils war er als Latinist engagiert. Am 21. Juni 1963 verlieh ihm Papst Paul VI. den Ehrentitel Überzähliger Geheimkämmerer Seiner Heiligkeit und am 28. Oktober 1967 den Ehrentitel Apostolischer Protonotar. Bereits 1965 wurde er von Papst Paul VI. zum Ehrendomherrn des Petersdoms ernannt.
Am 1. Dezember 1979 ernannte ihn Papst Johannes Paul II. zum Titularerzbischof von Serta und bestellte ihn zum Offizial im Staatssekretariat. Die Bischofsweihe empfing Coppa am 6. Januar 1980 durch den Papst selbst, Mitkonsekratoren waren Kurienerzbischof Eduardo Martínez Somalo, Offizial im Staatssekretariat, und der Mailänder Weihbischof Ferdinando Maggioni.
Am 30. Juni 1990 wurde Giovanni Coppa als Apostolischer Nuntius in die Tschechoslowakei entsandt. Nach der Teilung des Landes vertrat Coppa den Heiligen Stuhl vom 1. Januar 1993 an weiter als Nuntius in der Tschechischen Republik. Bis zum 2. März 1994 war er zusätzlich auch Nuntius für die Slowakei. Papst Johannes Paul II. nahm am 19. Mai 2001 Coppas Rücktrittsgesuch vom Amt des Apostolischen Nuntius in der Tschechischen Republik an. Am 16. Juni 2001 wurde er mit der Ehrenbürgerwürde von Drysice ausgezeichnet.
Giovanni Coppa war seit 2001 Mitglied der Kongregation für die Selig- und Heiligsprechungsprozesse, Kanoniker am Petersdom in Rom sowie Berater des vatikanischen Staatssekretariats.
Am 24. November 2007 nahm ihn Benedikt XVI. als Kardinaldiakon mit der Titeldiakonie San Lino in das Kardinalskollegium auf. Am 8. August 2008 hatte er den Vorsitz über den Ritus der Eröffnung der Heiligen Pforte der Perdonanza Celestiniana inne.
Giovanni Coppa starb am 16. Mai 2016 in Rom. Die Exequien fanden zwei Tage nach Coppas Tod im Petersdom statt und wurden von Kardinaldekan Angelo Sodano geleitet. Beigesetzt wurde Giovanni Coppa auf dem Campo Verano.